# Slough Town FC
Slough Town FC (celým názvem: Slough Town Football Club) je anglický fotbalový klub, který sídlí ve městě Slough v nemetropolitním hrabství Berkshire. Od sezóny 2018/19 hraje v National League South (šestá nejvyšší soutěž v Anglii). Klubové barvy jsou námořnická modř a zlatá.
Založen byl v roce 1890 pod názvem Slough FC po fúzi tří městských klubů (Swifts FC, Slough Albion FC a Young Men's Friendly Society). V roce 1936 došlo k fúzi se Slough Centre FC, díky čemuž byl vytvořen Slough United Football Club. V letech 2003–2016 hrál klub po uzavření stadionu Wexham Park v azylu různě po hrabstvích Berkshire a Buckinghamshire, jmenovitě ve městech Windsor (2003–07) a Beaconsfield (2007–16).
Své domácí zápasy odehrává na stadionu Arbour Park s kapacitou 2 000 diváků.

## Historické názvy
Zdroj: 
- 1890 – Slough FC (Slough Football Club)
- 1936 – fúze s Slough Centre FC ⇒ Slough United FC (Slough United Football Club)
- 1947 – Slough Town FC (Slough Town Football Club)

## Úspěchy v domácích pohárech
Zdroj: 
- FA Cup
  - 2. kolo: 1970/71, 1979/80, 1982/83, 1985/86, 1986/87, 2004/05, 2017/18
- FA Amateur Cup
  - Finále: 1972/73
- FA Trophy
  - Semifinále: 1976/77, 1997/98

## Umístění v jednotlivých sezonách
Stručný přehled
Zdroj: 
- 1945–1963: Corinthian League
- 1963–1965: Athenian League (Division One)
- 1965–1973: Athenian League (Premier Division)
- 1973–1974: Isthmian League (Second Division)
- 1974–1977: Isthmian League (First Division)
- 1977–1990: Isthmian League (Premier Division)
- 1990–1994: Conference National
- 1994–1995: Isthmian League (Premier Division)
- 1995–1998: Conference National
- 1998–2001: Isthmian League (Premier Division)
- 2001–2002: Isthmian League (First Division)
- 2002–2003: Isthmian League (Division One North)
- 2003–2004: Isthmian League (Division One South)
- 2004–2007: Isthmian League (Premier Division)
- 2007–2009: Southern Football League (Division One South & West)
- 2009–2010: Southern Football League (Division One Midlands)
- 2010–2014: Southern Football League (Division One Central)
- 2014–2018: Southern Football League (Premier Division)
- 2018– : National League South

Jednotlivé ročníky
Zdroj: 
Legenda: Z – zápasy, V – výhry, R – remízy, P – porážky, VG – vstřelené góly, OG – obdržené góly, +/- – rozdíl skóre, B – body, červené podbarvení – sestup, zelené podbarvení – postup, fialové podbarvení – reorganizace, změna skupiny či soutěže
| Sezóny  | Liga                                             | Úroveň | Z  | V  | R  | P  | VG  | OG | +/- | B  | Pozice |
| ------- | ------------------------------------------------ | ------ | -- | -- | -- | -- | --- | -- | --- | -- | ------ |
| 2009/10 | Southern Football League (Division One Midlands) | 8      | 42 | 23 | 8  | 11 | 87  | 54 | +33 | 77 | 5.     |
| 2010/11 | Southern Football League (Division One Central)  | 8      | 42 | 24 | 4  | 14 | 91  | 66 | +25 | 76 | 5.     |
| 2011/12 | Southern Football League (Division One Central)  | 8      | 42 | 26 | 9  | 7  | 74  | 42 | +32 | 87 | 2.     |
| 2012/13 | Southern Football League (Division One Central)  | 8      | 42 | 26 | 5  | 11 | 103 | 50 | +53 | 83 | 6.     |
| 2013/14 | Southern Football League (Division One Central)  | 8      | 42 | 26 | 5  | 11 | 101 | 51 | +50 | 83 | 5.     |
| 2014/15 | Southern Football League (Premier Division)      | 7      | 44 | 13 | 12 | 19 | 66  | 88 | -22 | 51 | 16.    |
| 2015/16 | Southern Football League (Premier Division)      | 7      | 46 | 16 | 9  | 21 | 67  | 77 | -10 | 57 | 17.    |
| 2016/17 | Southern Football League (Premier Division)      | 7      | 46 | 26 | 7  | 13 | 84  | 56 | +28 | 85 | 5.     |
| 2017/18 | Southern Football League (Premier Division)      | 7      | 46 | 30 | 9  | 7  | 111 | 49 | +62 | 99 | 3.     |
| 2018/19 | National League South                            | 6      | 42 |    |    |    |     |    |     |    |        |